# La tentazione di sant'Antonio
La tentazione di sant'Antonio (nell'originale francese La Tentation de saint Antoine) è un libro di Gustave Flaubert, al quale lavorò irregolarmente per tutta la sua vita, completando 3 versioni, prima della versione finale. Terminò la prima stesura nel settembre del 1849, leggendola agli amici Louis-Hyacinthe Bouilhet e Maxime Du Camp che gliela stroncarono, facendogli accantonare l'opera. Della seconda versione pubblicò degli estratti sulla rivista L'Artiste nel 1856; la terza versione è del 1872. La versione finale fu pubblicata nell'aprile 1874 a Parigi da Gervais Charpentier, in un periodo di difficoltà dopo l'insuccesso dell'opera teatrale Il candidato. Il tema è quello delle famose tentazioni affrontate da sant'Antonio nel deserto egiziano, un soggetto spesso ripreso nell'arte medievale e moderna.
Nel 1925, G. K. Chesterton scriverà una sorta di continuazione umoristica dell'opera di Flaubert, con lo stesso titolo, La tentazione di sant'Antonio.

## Trama
Ispirato nel 1835 dal tema di Caino, opera drammatica di George Gordon Byron, e dal  Faust di Goethe, è la storia dell'eremita di Tebe che dialoga con apparizioni successive. Nell'evocare ricordi troppo vividi del suo passato, Antonio Abate è nuovamente tentato da seduzioni demoniache: lussuria, potere o ricerca del piacere. Ancora più inquietante è la comparsa di un suo discepolo, Ilarione, che gli presenta «tutti gli dèi, i riti, le preghiere e gli oracoli», e sottolinea le contraddizioni delle Sacre Scritture.
Quando poi, sotto il nome di Scienze, il demonio svela ad Antonio i segreti dell'universo, l'anacoreta aspira per un momento a fondersi nella materia di cui percepisce la crescita straordinaria; ma a questo punto, nel disco del sole che sorge vede risplendere il volto di Cristo.
Originale fusione di visioni del mondo greco-latino del IV secolo con enunciati di teorie moderne, quest'opera simbolica contiene immagini di grande bellezza.

## Edizioni italiane
- trad. Falco Della Rupe Fabbro, Napoli: Romano, 1902
- trad. Gaetano Giacomantonio, Napoli: Bideri, 1906
- trad. Decio Cinti, Milano: Sonzogno, 1924
- trad. Hedy Revel, Torino: Ramella, 1946
- trad. a cura di Renato Prinzhofer e Silvio Giovaninetti, Milano: Mursia, 1961
- trad. Alberto Bini, s.l.: Peruzzo, 1965
- trad. Massimo Cescon, con un saggio introduttivo di Michel Foucault, Parma: Guanda, 1981
- trad. Aurelio Pes, Palermo: Novecento, 1986
- trad. Agostino Richelmy, Torino: Einaudi, 1990; a cura di Giovanni Bogliolo, in Opere, vol. II, I Meridiani Mondadori, 2000
- trad. a cura di Massimo Colesanti, in Tutti i romanzi, Roma: Newton Compton, 1996; con un saggio di Marcel Proust, ivi, 2011
- trad. Lia Cancellieri, introduzione di Walter Mauro, Roma: Perrone, 2005
- trad. Bruno Nacci, introduzione di Bruno Nacci, Milano: Carbonio, 2023